# Hortense Allart
Hortense Allart de Méritens (även känd under pseudonymen Prudence de Saman L'Esbatx), född 7 september 1801 i Milano, död 28 februari 1879 i Montlhéry, var en fransk feministisk författare och essäist.
Hon försvarade fri kärlek och verkade för att förbättra kvinnors ställning. Hon verkade i Gazette des femmes och intresserade sig för filosofi i sin Novum organum ou sainteté philosophique (1857) i vilken hon försvarare idén om att varje ny vetenskaplig upptäckt med nödvändighet bevisar existensen av ett yttersta väsen (Être suprême). Hon var bekant med många av tidens celebriteter, bland annat Chateaubriand. Hon var partner till Camillo di Cavour.